# Scortum parviceps
Scortum parviceps is een straalvinnige vissensoort uit de familie van de tijgerbaarzen (Terapontidae). De wetenschappelijke naam van de soort is voor het eerst geldig gepubliceerd in 1883 door Macleay.